# فريديريك جاك تمبل
فريديريك جاك تمبل (بالفرنسية: Frédéric Jacques Temple)‏، (1921 - 2020)، هو مترجم ومقدم برامج إذاعية وكاتب وصحفي وشاعر فرنسي.
ولد في 18 أغسطس 1921 في مونبلييه في فرنسا. عمل صحفيًا في المغرب في الخمسينيات من القرن العشرين، حصل على جوائز عدة، وتوفي يوم 5 أغسطس 2020.